# Recopa Sudamericana
Die Recopa Sudamericana ist ein seit 1989 mit Unterbrechungen jährlich ausgetragener Fußballwettbewerb für Vereinsmannschaften, der vom südamerikanischen Kontinentalverband CONMEBOL ausgerichtet wird. Er ist vergleichbar mit dem von der UEFA ausgetragenen UEFA Super Cup.
| Jahr                            | Sieger der Recopa Sudamericana |
| ------------------------------- | ------------------------------ |
| 1989                            | Nacional Montevideo            |
| 1990                            | Boca Juniors                   |
| 1991                            | Club Olimpia                   |
| 1992                            | CSD Colo-Colo                  |
| 1993                            | FC São Paulo                   |
| 1994                            | FC São Paulo                   |
| 1995                            | CA Independiente               |
| 1996                            | Grêmio Porto Alegre            |
| 1997                            | CA Vélez Sarsfield             |
| 1998                            | Cruzeiro Belo Horizonte        |
| 1999 bis 2002 nicht ausgetragen |                                |
| 2003                            | Club Olimpia                   |
| 2004                            | Club Sportivo Cienciano        |
| 2005                            | Boca Juniors                   |
| 2006                            | Boca Juniors                   |
| 2007                            | Internacional Porto Alegre     |
| 2008                            | Boca Juniors                   |
| 2009                            | LDU Quito                      |
| 2010                            | LDU Quito                      |
| 2011                            | Internacional Porto Alegre     |
| 2012                            | FC Santos                      |
| 2013                            | Corinthians São Paulo          |
| 2014                            | Atlético Mineiro               |
| 2015                            | River Plate                    |
| 2016                            | River Plate                    |
| 2017                            | Atlético Nacional              |
| 2018                            | Grêmio Porto Alegre            |
| 2019                            | River Plate                    |
| 2020                            | Flamengo Rio de Janeiro        |
| 2021                            | CSD Defensa y Justicia         |
| 2022                            | Palmeiras São Paulo            |
| 2023                            | Independiente del Valle        |
| 2024                            | Fluminense Rio de Janeiro      |
| 2025                            | Racing Club de Avellaneda      |

## Geschichte
Von 1989 bis 1998 ermittelten der Sieger der Copa Libertadores und der Sieger der Supercopa Sudamericana jeweils im folgenden Kalenderjahr in Hin- und Rückspiel den Gewinner der Recopa. Mit Einstellung der Supercopa ab 1998 wurde auch die Recopa nicht mehr ausgespielt. Seit der Einführung der Copa Sudamericana im Jahr 2002 wird die Recopa wieder jeweils im folgenden Kalenderjahr, erstmals 2003, zwischen den Siegern der Copa Libertadores und Copa Sudamericana in der Regel mit Hin- und Rückspiel ausgetragen.
Eine Besonderheit war, dass Spiele um die Recopa zweimal gleichzeitig im Rahmen eines anderen Wettbewerbs ausgespielt wurden, nämlich das Hinspiel 1993 als Ligaspiel um die Brasilianische Meisterschaft und beide Spiele 1999 als Gruppenspiele der Copa Mercosur. 1991 wurde der Titel kampflos an Olimpia Asunción vergeben, da der Klub sowohl die Copa Libertadores, als auch die Supercopa gewann. 1993 gewann der FC Sao Paulo ebenfalls beide Wettbewerbe. Diesmal wurde jedoch der Sieger der mittlerweile ebenfalls nicht mehr ausgetragenen Copa Conmebol als Gegner eingeladen.
Die Auflage 2005 wurde unter der Bezeichnung Recopa FOX SPORTS Sudamericana durchgeführt. Danach hieß der Wettbewerb von 2006 bis 2008 Recopa VISA Sudamericana. Von 2009 bis 2011 fand kein Sponsoring für den Wettbewerb statt. Seit 2012 heißt der Wettbewerb Recopa Santander Sudamericana.

## Modus
In der Vergangenheit wurden einige Austragungen jeweils in nur einem Spiel auf neutralem Platz entschieden. So fand die Recopa 1990 in den USA, 1992, 1994, 1995, 1996 und 1997 in Japan und wiederum 2003 und 2004 in den USA statt.
Aktuell wird die Recopa in Hin- und Rückspiel entschieden, wobei der Libertadores-Gewinner jeweils im Rückspiel Heimrecht hat. Sieger ist die Mannschaft mit den meisten Punkten. Haben beide Mannschaften je ein Spiel gewonnen, entscheidet die Tordifferenz. Ist auch diese gleich oder enden beide Spiele unentschieden, gibt es im Rückspiel Verlängerung und ggf. Elfmeterschießen. Die Auswärtstorregel kommt nicht zur Anwendung.

## Ranglisten
Die bisherigen 25 Wettbewerbe wurden von 18 verschiedenen Vereinen aus 8 Ländern gewonnen, wobei die Vereine aus Brasilien mit 13 Titeln am erfolgreichsten waren. Rekordsieger mit vier Titeln sind die Boca Juniors aus Buenos Aires.
| Rang | Klub                       | Titel | Jahr(e)                |
| ---- | -------------------------- | ----- | ---------------------- |
| 1    | Boca Juniors               | 4     | 1990, 2005, 2006, 2008 |
| 2    | River Plate                | 3     | 2015, 2016, 2019       |
| 3    | Club Olimpia               | 2     | 1991, 2003             |
|      | FC São Paulo               | 2     | 1993, 1994             |
|      | LDU Quito                  | 2     | 2009, 2010             |
|      | Internacional Porto Alegre | 2     | 2007, 2011             |
|      | Grêmio Porto Alegre        | 2     | 1996, 2018             |
| 8    | Nacional Montevideo        | 1     | 1989                   |
|      | CSD Colo-Colo              | 1     | 1992                   |
|      | CA Independiente           | 1     | 1995                   |
|      | CA Vélez Sarsfield         | 1     | 1997                   |
|      | Cruzeiro Belo Horizonte    | 1     | 1998                   |
|      | Club Sportivo Cienciano    | 1     | 2004                   |
|      | FC Santos                  | 1     | 2012                   |
|      | Corinthians São Paulo      | 1     | 2013                   |
|      | Atlético Mineiro           | 1     | 2014                   |
|      | Atlético Nacional          | 1     | 2017                   |
|      | Flamengo Rio de Janeiro    | 1     | 2020                   |
|      | CSD Defensa y Justicia     | 1     | 2021                   |
|      | Palmeiras São Paulo        | 1     | 2022                   |
|      | Independiente del Valle    | 1     | 2023                   |
|      | Fluminense Rio de Janeiro  | 1     | 2024                   |
|      | Racing Club de Avellaneda  | 1     | 2025                   |

| Rang | Land        | Titel |
| ---- | ----------- | ----- |
| 1    | Brasilien   | 13    |
| 2    | Argentinien | 11    |
| 3    | Ecuador     | 3     |
| 4    | Paraguay    | 2     |
| 5    | Chile       | 1     |
|      | Kolumbien   | 1     |
|      | Peru        | 1     |
|      | Uruguay     | 1     |

| Rang | Gewinner               | Siege |
| ---- | ---------------------- | ----- |
| 1    | Copa Libertadores      | 22    |
| 2    | Copa Sudamericana      | 7     |
| 3    | Supercopa Sudamericana | 3     |

## Rekorde
| Rang | Spieler             | Klub                                            | Titel | Jahre            |
| ---- | ------------------- | ----------------------------------------------- | ----- | ---------------- |
| 1    | Camilo Mayada       | River Plate                                     | 3     | 2015, 2016, 2019 |
|      | Leonardo Ponzio     | River Plate                                     | 3     | 2015, 2016, 2019 |
|      | Jonatan Maidana     | Boca Juniors (1) River Plate (2)                | 3     | 2007, 2015, 2016 |
|      | Jesús Dátolo        | Boca Juniors (2) Atlético Mineiro (1)           | 3     | 2005, 2006, 2014 |
|      | Rodrigo Palacio     | Boca Juniors                                    | 3     | 2005, 2006, 2008 |
|      | Sebastián Battaglia | Boca Juniors                                    | 3     | 2005, 2006, 2008 |
|      | Fabián Vargas       | Boca Juniors (2) Internacional Porto Alegre (1) | 3     | 2005, 2007, 2008 |
|      | Neri Cardozo        | Boca Juniors                                    | 3     | 2005, 2006, 2008 |
|      | Martín Palermo      | Boca Juniors                                    | 3     | 2005, 2006, 2008 |
|      | Hugo Ibarra         | Boca Juniors                                    | 3     | 2005, 2006, 2008 |
|      | Claudio Morel       | Boca Juniors                                    | 3     | 2005, 2006, 2008 |

(Kursiv gesetzte Jahreszahlen: Teilnahme ohne Einsatz)
| Rang | Spieler               | Verein                     | Tore |
| ---- | --------------------- | -------------------------- | ---- |
| 1    | Rodrigo Palacio       | Boca Juniors               | 5    |
| 2    | Leandro Damião        | Internacional Porto Alegre | 3    |
| 3    | Hernán Barcos         | LDU Quito                  | 2    |
|      | Sebastián Battaglia   | Boca Juniors               | 2    |
|      | Claudio Bieler        | Liga de Quito              | 2    |
|      | Geovanni              | Cruzeiro Belo Horizonte    | 2    |
|      | Gerson                | Flamengo Rio de Janeiro    | 2    |
|      | Raphael Veiga         | Palmeiras São Paulo        | 2    |
|      | Christian Giménez     | CF Pachuca                 | 2    |
|      | Andrés Ibargüen       | Atlético Nacional          | 2    |
|      | Dayro Moreno          | Atlético Nacional          | 2    |
|      | Martín Palermo        | Boca Juniors               | 2    |
|      | Alexandre Pato        | Internacional Porto Alegre | 2    |
|      | Maximiliano Velázquez | CA Independiente           | 2    |
|      | Braian Romero         | CSD Defensa y Justicia     | 2    |
|      | Diego Tardelli        | Atlético Mineiro           | 2    |
|      | Víctor Ayala *        | CA Lanús                   | 2    |
|      | Carlos Sánchez        | River Plate                | 2    |
|      | Jhon Arias            | Fluminense Rio de Janeiro  | 2    |

| Rang | Spieler             | Verein                                                                  | Spiele |
| ---- | ------------------- | ----------------------------------------------------------------------- | ------ |
| 1    | Rodrigo Palacio     | Boca Juniors                                                            | 6      |
|      | Claudio Morel       | CA San Lorenzo (1) Boca Juniors (5)                                     | 6      |
|      | Andrés D’Alessandro | Internacional Porto Alegre (4) River Plate (2)                          | 6      |
|      | Marcos Rocha        | Atlético Mineiro (2) Palmeiras São Paulo (4)                            | 6      |
|      | Rony                | Athletico Paranaense (2) Palmeiras São Paulo (4)                        | 6      |
| 6    | Sebastián Battaglia | Boca Juniors                                                            | 5      |
|      | Neri Cardozo        | Boca Juniors                                                            | 5      |
|      | Hugo Ibarra         | Boca Juniors                                                            | 5      |
|      | Jonatan Maidana     | River Plate (4) Boca Juniors (1)                                        | 5      |
|      | Cristian Pellerano  | Independiente del Valle (2) CA Independiente (2) Arsenal de Sarandí (1) | 5      |
|      | Jesús Dátolo        | Boca Juniors (4) Atlético Mineiro (1)                                   | 5      |
|      | Gustavo Gómez       | CA Lanús (2) Palmeiras São Paulo (3)                                    | 5      |
|      | Indio               | Internacional Porto Alegre (5)                                          | 5      |
|      | Diego Cagna         | CA Independiente (2) Boca Juniors (3)                                   | 5      |

| Rang | Trainer          | Klub                                             | Titel | Jahre            |
| ---- | ---------------- | ------------------------------------------------ | ----- | ---------------- |
| 1    | Marcelo Gallardo | River Plate                                      | 3     | 2015, 2016, 2019 |
| 2    | Levir Culpi      | Cruzeiro Belo Horizonte (1) Atlético Mineiro (1) | 2     | 1998, 2014       |
|      | Telê Santana     | FC São Paulo                                     | 2     | 1993, 1994       |
|      | Alfio Basile     | Boca Juniors                                     | 2     | 2005, 2006       |
|      | Luis Cubilla     | Club Olimpia                                     | 2     | 1991*, 2003      |

* 1991 wurde Club Olimpia zum Sieger erklärt, da beide Quali-Wettbewerbe gewonnen wurden.

## Logohistorie
| Logo bis 2005 | Sponsorenlogo 2006 bis 2008 | Logo 2009 bis 2011 |
|               |                             |                    |